# 염승익
염승익(廉承益, ? ~ 1302년)은 고려의 문신이다. 본관은 파주(坡州). 초명은 염유직(廉惟直)이다. 정당문학(政堂文學) 염신약(廉信若)의 후손이다.

## 생애
원 간섭기에 세족으로 성장한 염순언(廉純彦)의 둘째 아들이다. 이지저(李之氐)의 천거로 충렬왕의 총애를 얻었다.
1287년에 첨의평리(僉議評理)로 임명되고 얼마 후 지도첨의사사(知都僉議司事)가 되었다.
1291년 판판도사(判版圖事)가 되고 곧이어 판감찰사사(判監察司事)가 되었다. 1293년에 왕과 공주를 따라 원나라에 다녀왔으며, 1295년에 병으로 사직하였다.
1302년에 흥법좌리공신(興法佐理功臣)에 봉해지고, 도첨의중찬(都僉議中贊)으로 치사(致仕)하였다.